# Waiblingen
Waiblingen (phát âm tiếng Đức: [ˈvaɪblɪŋən] ⓘ; Swabia: Woeblinge) là thị trấn lớn nhất và là thủ phủ của huyện Stuttgart. Nơi đây nằm ở trung tâm của vùng Stuttgart, tây nam nước Đức.